# 第40回日本アカデミー賞
第40回日本アカデミー賞は、2017年（平成29年）3月3日に授賞式が行われた日本の映画賞。司会者は2014年から4年連続で務める西田敏行と、前回の同賞最優秀主演女優賞を受賞した安藤サクラが務めた。

## 発表の経緯
まず、特別賞選考委員会が2016年11月30日に開催され、そこで各賞が決められ、その後、2017年1月16日に記者会見という形で、15の部門と新人俳優賞が発表されることになっている。
なお、今回から、この会長功労賞は、これまで「永年に渡り多大なる貢献と顕著な実績をしるし今もなお活躍されている方」と規定されてきたが「永年に渡り多大なる貢献と顕著な実績をしるした映画人」と改められた。

## 受賞者

### 最優秀作品賞
- 『シン・ゴジラ』

#### 優秀作品賞
- 『怒り』
- 『家族はつらいよ』
- 『湯を沸かすほどの熱い愛』
- 『64-ロクヨン-前編』

### 最優秀アニメーション作品賞
- 『この世界の片隅に』

#### 優秀アニメーション作品賞
- 『君の名は。』
- 『映画 聲の形』
- 『ルドルフとイッパイアッテナ』
- 『ONE PIECE FILM GOLD』

### 最優秀監督賞
- 庵野秀明（総監督）／樋口真嗣（監督）『シン・ゴジラ』

#### 優秀監督賞
- 新海誠『君の名は。』
- 瀬々敬久『64-ロクヨン-前編』
- 中野量太『湯を沸かすほどの熱い愛』
- 李相日『怒り』

### 最優秀脚本賞
- 新海誠『君の名は。』

#### 優秀脚本賞
- 中野量太『湯を沸かすほどの熱い愛』
- 久松真一、瀬々敬久『64-ロクヨン- 前編』
- 山田洋次、平松恵美子『家族はつらいよ』
- 李相日『怒り』

### 最優秀主演男優賞
- 佐藤浩市『64-ロクヨン-前編』

#### 優秀主演男優賞
- 綾野剛『日本で一番悪い奴ら』
- 岡田准一『海賊とよばれた男』
- 長谷川博己『シン・ゴジラ』
- 松山ケンイチ『聖の青春』

### 最優秀主演女優賞
- 宮沢りえ『湯を沸かすほどの熱い愛』

#### 優秀主演女優賞
- 大竹しのぶ『後妻業の女』
- 黒木華『リップヴァンウィンクルの花嫁』
- 広瀬すず『ちはやふる-上の句-』
- 宮崎あおい『怒り』

### 最優秀助演男優賞
- 妻夫木聡『怒り』

#### 優秀助演男優賞
- 竹原ピストル『永い言い訳』
- 東出昌大『聖の青春』
- 森山未來『怒り』
- リリー・フランキー『SCOOP!』

### 最優秀助演女優賞
- 杉咲花『湯を沸かすほどの熱い愛』

#### 優秀助演女優賞
- 石原さとみ『シン・ゴジラ』
- 市川実日子『シン・ゴジラ』
- 広瀬すず『怒り』
- 宮崎あおい『バースデーカード』

### 最優秀撮影賞
- 山田康介『シン・ゴジラ』

#### 優秀撮影賞
- 笠松則通『怒り』
- 斉藤幸一『64-ロクヨン- 前編』
- 柴崎幸三『海賊とよばれた男』
- 近森眞史『家族はつらいよ』

### 最優秀照明賞
- 川邉隆之『シン・ゴジラ』

#### 優秀照明賞
- 中村裕樹『怒り』
- 豊見山明長『64-ロクヨン- 前編』
- 上田なりゆき『海賊とよばれた男』
- 渡邊孝一『家族はつらいよ』

### 最優秀音楽賞
- RADWIMPS『君の名は。』

#### 優秀音楽賞
- コトリンゴ『この世界の片隅に』
- 鷺巣詩郎『シン・ゴジラ』
- 佐藤直紀『海賊とよばれた男』
- 村松崇継『64-ロクヨン- 前編』

### 最優秀美術賞
- 林田裕至、佐久嶋依里『シン・ゴジラ』

#### 優秀美術賞
- 磯見俊裕『64-ロクヨン- 前編』
- 倉田智子『家族はつらいよ』
- 都築雄二、坂原文子『怒り』
- 新田隆之『殿、利息でござる!』

### 最優秀録音賞
- 中村淳（録音）、山田陽（整音）『シン・ゴジラ』

#### 優秀録音賞
- 岸田和美『家族はつらいよ』
- 白取貢『怒り』
- 高田伸也『64-ロクヨン- 前編』
- 藤本賢一『海賊とよばれた男』

### 最優秀編集賞
- 庵野秀明、佐藤敦紀『シン・ゴジラ』

#### 優秀編集賞
- 石井巌『家族はつらいよ』
- 今井剛『怒り』
- 早野亮『64-ロクヨン- 前編』
- 宮島竜治『海賊とよばれた男』

### 最優秀外国作品賞
- 『ハドソン川の奇跡』

#### 優秀外国作品賞
- 『オデッセイ』
- 『ズートピア』
- 『スター・ウォーズ/フォースの覚醒』
- 『レヴェナント: 蘇えりし者』

### 話題賞

#### 俳優部門
- 岩田剛典『植物図鑑 運命の恋、ひろいました』

#### 作品部門
- 『君の名は。』

### 新人俳優賞
- 杉咲花『湯を沸かすほどの熱い愛』
- 高畑充希『植物図鑑 運命の恋、ひろいました』
- 橋本環奈『セーラー服と機関銃-卒業-』
- 岩田剛典『植物図鑑 運命の恋、ひろいました』
- 坂口健太郎『64-ロクヨン-前編』『64-ロクヨン-後編』
- 佐久本宝『怒り』
- 千葉雄大『殿、利息でござる!』
- 真剣佑『ちはやふる-上の句-』『ちはやふる-下の句-』

### 会長功労賞
- 木下忠司（音楽）
- 京マチ子（俳優）
- 鈴木清順（監督）
- 西岡善信（美術）
- 橋本忍（脚本・製作・監督）
- 八千草薫（俳優）

### 第40回特別賞
- 池広一夫（監督）
- 沢島忠（監督）
- 萩原憲治（撮影）

### 会長特別賞
- 出目昌伸（監督）
- 冨田勲（音楽）
- 松山善三（脚本・監督）

### 協会特別賞
- 相田敏春（装飾・小道具）
- 赤松陽構造（タイトルデザイン）
- 岡瀬晶彦（音響効果）

## 授賞式中継
いずれの放送も授賞式部分は事前録画（ラジオは録音）だが、スタジオ部分は生放送となる。時間はJST。

### テレビ
- 日本テレビ系列
  - 3月3日（金）21:00 - 22:54
  - スタジオ部分には坂上忍（俳優・タレント）、水卜麻美（日本テレビアナウンサー）が出演。
- 日テレプラス（CS放送）
  - 3月4日（土）21:00 - 22:50（地上波版の再放送）
  - 3月19日（日）21:00 - 24:30（未公開シーンを加えた完全版）

### ラジオ
- ニッポン放送（NRN系列19局ネット）
  - 3月3日（金）22:00[3] - 24:00[4] 『オールナイトニッポンGOLD〜第40回日本アカデミー賞スペシャル〜』として放送。
  - スタジオ部分のパーソナリティとしてコトブキツカサ（映画パーソナリティ）が出演。